# Hyman Bass
Hyman Bass   (Houston, 5 d'octubre de 1932) és un matemàtic estatunidenc.

## Vida i Obra
Bass era el setè dels vuit fills d'una parella d'immigrants jueus lituans a Houston, Texas. Durant la Segona Guerra Mundial quatre dels seus germans grans van estar involucrats en ella directament o indirecta. En acabar la guerra la família es va traslladar a Los Angeles on els seus germans grans estudiaven a Caltech. En acabar els estudis secundaris va anar a la universitat de Princeton per estudiar matemàtiques i on es va graduar el 1955 molt influenciat per Emil Artin. A continuació va anar a la universitat de Chicago on es va doctorar el 1959 amb una tesi dirigida per Irving Kaplansky sobre les nocions de dimensió homológica.
A partir de 1959 va ser professor de matemàtiques a la Universitat de Colúmbia fins que es va retirar el 1999. Com que també tenia un fort interés per l'ensenyament de les matemàtiques, a partir de 1999 ha sigut professor del centre d'educació matemàtica de la universitat de Michigan, a més de presidir la Comissió Internacional per a l'ensenyament de les matemàtiques entre el 1999 i el 2006. Pels seus treballs en pedagogia de les matemàtiques va rebre els premis Gung and Hu (2006) i Dolciani (2013).
En el camp de la recerca matemàtica, va estar interessat per la K-teoria, l'àlgebra commutativa, la geometria algebraica i la teoria de grups. Els seus treballs sobre les accions de grup, conjuntament amb Jean-Pierre Serre van conduir a l'avui anomenada teoria de Bass-Serre.